# ریدگلاند (کارولینای جنوبی)
ریدگلاند(به انگلیسی: Ridgeland) شهری در ایالت کارولینای جنوبی کشور ایالات متحده آمریکا است که جمعیت آن در سرشماری سال ۲۰۱۰ میلادی، ۴٬۰۳۶ نفر بوده‌است.